# Ypypuera vittata
Ypypuera vittata là một loài nhện trong họ Hersiliidae. Chúng được miêu tả năm 1887 bởi Eugène Simon.